# Revue Défense nationale
 (mars 2015).
Si vous disposez d'ouvrages ou d'articles de référence ou si vous connaissez des sites web de qualité traitant du thème abordé ici, merci de compléter l'article en donnant les références utiles à sa vérifiabilité et en les liant à la section « Notes et références ».
La Revue Défense nationale (RDN) est une revue mensuelle française créée en 1939, traitant des grandes questions militaires, politiques, sociales, économiques et scientifiques sous l’angle de la stratégie et de la Défense.
Elle est traditionnellement dirigée par des officiers généraux : son directeur est depuis mai 2018 le général (air) Thierry Caspar-Fille-Lambie, et son rédacteur en chef est Jérôme Pellistrandi (terre) depuis l'été 2014 (général en deuxième section depuis décembre 2018). Elle est installée au sein de l'École militaire depuis l'été 1958 après avoir été à la Cité Martignac (1939-été 1953) et au 51, boulevard de Latour-Maubourg.

## Historique
La Revue des questions de défense nationale apparaît en mai 1939. Ses créateurs sont des officiers généraux qui constituent le premier Comité de direction ; il s’agit des généraux Henri Bineau, Henry Freydenberg et Bertrand Pujo, ainsi que du vice-amiral Georges Robert. Il est assisté par un comité consultatif comprenant un membre de chaque ministère. Sa publication est mensuelle, périodicité qui n’a jamais été modifiée.
Malgré un démarrage prometteur, avec des signatures prestigieuses, notamment le tout premier article, œuvre du maréchal Pétain (qui était alors encore le héros de Verdun et non pas le chef de l’État français), la Revue connaît rapidement des difficultés. Le numéro d’octobre 1939 est incorporé dans celui de novembre. Cependant, la rédaction affirme sa volonté de poursuivre la publication de la revue, ce qu’elle fera jusqu’en juin 1940.
Après avoir cessé toute activité jusqu’en juillet 1945, la Revue prend un nouvel élan à la sortie de la guerre, et change de nom pour devenir Revue de défense nationale. Elle est cette fois présidée exclusivement par le général Henry Freydenberg, toujours épaulé par un comité de direction et un comité consultatif comprenant un membre de chaque ministère mais présidé par le général d’armée Juin.
Sous le titre « Le problème belge », le premier article de la nouvelle revue est une étude du colonel de Gaulle, inspirée par la réoccupation par le Reich, le 7 mars 1936, de la rive gauche du Rhin.
Dès lors, la Revue poursuit sa publication sans interruption (sauf en juin 1968), suivant un rythme de douze numéros (1946-1947) puis de onze numéros par an avec un traditionnel numéro d’août-septembre, abandonné en 2010 pour 10 numéros par un an avec un numéro d’été (juillet-août-septembre) consacré à un unique thème et mêlant articles d'actualité et articles issus des archives. Son appellation changera à nouveau plusieurs fois : en 1973, elle devient Défense nationale, puis Défense nationale et sécurité collective en 2005 avant de prendre son nom actuel en janvier 2010 de Revue Défense Nationale.
L'usage des outils informatiques pour le traitement des textes et la préparation des éditions a été introduit par Paul-Marie de La Gorce.
Tous les textes publiés, ainsi que tous les auteurs, depuis 1939 sont référencés sur le site Internet de la RDN dont une partie en accès libre.

## Fonctionnement
Les articles publiés dans la Revue ne sont pas l'œuvre de journalistes salariés, mais de spécialistes d'horizon divers : politiques, universitaires, militaires, sociologues, politologues, journalistes, scientifiques... Les articles sont soit l'objet de commandes, soit directement proposés par leurs auteurs à la Revue. Depuis 2015, une programmation annuelle est réalisée pour pouvoir construire des dossiers sur les grandes questions de défense.
En 2014, la RDN a publié 342 articles, représentant 1849 pages se répartissant entre la revue papier et le site internet, celui-ci permettant de traiter des sujets d'actualité à travers sa Tribune et ses brèves. La RDN publie également des cahiers sur des sujets spécifiques, ainsi qu'une lettre réservée à ses abonnés intitulée Repères de la RDN (63 numéros depuis le début 2015).
Sur le site internet rénové en 2017, une nouvelle rubrique a été créée : les Brèves pour traiter de sujets d'actualité sous un angle militaire. Tous les lundis, le Florilège publie un article issu des archives et remis en perspective historique. Le sommaire du mensuel est désormais disponible en anglais.
Les numéros d'été sont mono-thématiques et ont porté sur les thèmes suivants :
- 2014 : Le Levant.
- 2015 : Le nucléaire militaire.
- 2016 : Les Afriques.
- 2017 : La Russie
- 2018 : Asie-Pacifique
- 2019: la Méditerranée, coordonné par Pierre Razoux, directeur de domaine à l'IRSEM et la FMES, basée à Toulon.
- 2020: Economie de défense
- 2021: Renseigner au 21° siècle

Au printemps 2016, la RDN avait décidé de lancer un supplément semestriel à caractère académique. Cependant, ce projet n'a pas été poursuivi dans la mesure où l'IRSEM a relancé ses Cahiers intitulés Champs de Mars. Il importait dès lors d'avoir une cohérence dans la politique de publications du pôle École militaire.
Par ailleurs, la RDN est régulièrement sollicitée pour intervenir dans les médias audiovisuels et écrits (BFM, C News, France 24, LCI, France Culture, France Info, RCF, Radio Classique, Le Figaro, La Vie...).
La Revue ne dépend ni d’un ministère ni de l’État, mais vit de ses abonnements, de ses recettes publicitaires et de ses ressources propres. Il existe néanmoins une tradition, qui trouve son origine en sa création, selon laquelle les dirigeants sont des officiers généraux. Voici la liste des directeurs et rédacteurs en chef depuis l’origine :
| Directeur                               |           | Année        | Rédacteur en chef                           |
| --------------------------------------- | --------- | ------------ | ------------------------------------------- |
| Général Henri Bineau                    | 1873-1944 | 1939         |                                             |
| Général(T) Henri Freydenberg            | 1876-1975 | 1945         | Edmond Delage (1886-1968)                   |
| Jean Mons                               | 1906-1989 | 1953         |                                             |
| Général Henri Freydenberg               |           | 1954         | Colonel E-J Baude (1899-1968)               |
| Général Boucherie                       |           |              |                                             |
| Général (A) P. Bodet                    | 1902-1987 | 1959         |                                             |
| Vice-amiral O'Neill                     | 1903-1981 | 1964         |                                             |
| Général de Brébisson                    |           | 1969         | Général Georges Vincent                     |
| Général (A) Soula                       | -2014     | 1976         |                                             |
| Vice-amiral Marcel Duval                | 1911-2005 | 1979         | Contre-amiral Olivier Sevaistre (1920-2005) |
| Général (T) Jean Richard                |           | 1983         |                                             |
|                                         |           | 1985         | Contre-amiral Jacques Hugon (1927-2017)     |
| Paul-Marie de La Gorce                  | 1928-2004 | 1989         |                                             |
| Général (A) Philippe Vougny             |           | 1995         |                                             |
| Général (T) Christian Quesnot           |           | 2000         | Contre-amiral Georges Girard                |
| Général (A) Bernard Norlain             |           | 2008         |                                             |
|                                         |           | Juillet 2009 | Contre-amiral Jean Dufourcq                 |
| Amiral Alain Coldefy                    |           | Juillet 2011 |                                             |
|                                         |           | juillet 2014 | Colonel Jérôme Pellistrandi                 |
| Général (A) Thierry Caspar-Fille-Lambie |           | mai 2018     |                                             |